# The Man Who Disappeared

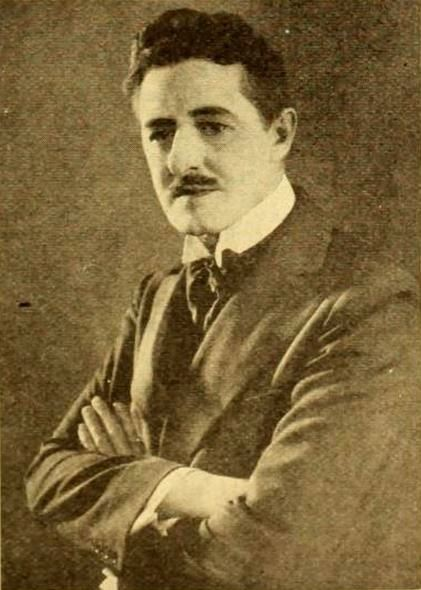
Marc McDermott, protagonista do seriado, atuou ao lado da futura esposa, Miriam Nesbitt.

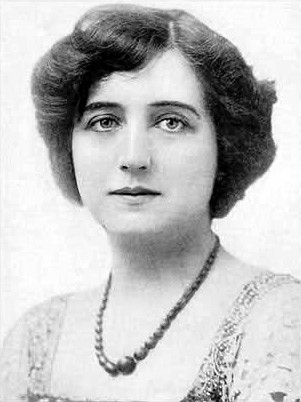
Miriam Nesbitt, que interpreta Mary Wales

The Man Who Disappeared foi um seriado estadunidense de 1914, na categoria suspense, dirigido por Charles Brabin e produzido por Edison Studios, que veiculou nos Estados Unidos entre 7 de abril e 18 de agosto de 1914.
Tal seriado é considerado perdido, pois nenhuma cópia chegou até a atualidade.

## Elenco
- Marc McDermott - John Perriton
- Herbert Yost - Nelson Wales (como Barry O'Moore)
- Miriam Nesbitt - Mary Wales
- Marjorie Ellison - Jennie
- Cora Williams - Mãe de Jennie
- Harry Eytinge - Advogado Lipman
- Charles Stanton Ogle - Miens
- T. Tamamoto - Den Keeper
- Harry Mason - O Detetive
- Harry Linson - Presidente Carter
- Joseph Manning - Earle
- Floyd France - Detetive Brownson
- George D. Melville - O'Rourke
- Warren Cook

## Capítulos
1. The Black Mask
2. A Hunted Animal
3. The Double Cross
4. The Light on the Wall
5. With His Hands
6. The Gap
7. Face to Face
8. A Matter of Minutes
9. The Living Dead
10. By the Aid of a Film